# Leucogyrophana
Leucogyrophana Pouzar (strocznica) – rodzaj grzybów z rodziny lisówkowatych (Hygrophoropsidaceae). W Polsce występują trzy gatunki.

## Charakterystyka
Grzyby kortycjoidalne o owocniku rozpostartym, rozproszonym, błoniastym lub błonkowym, łatwo dającym się oddzielić od podłoża. Hymenofor gładki lub meruloidalny, żółtawy, pomarańczowo-czerwony do brązowego. System strzępkowy monomityczny, strzępki ze sprzążkami, mniej lub bardziej rozgałęzione. Cystyd zwykle brak. Podstawki maczugowate, 4-sterygmowe, zwykle ze sprzążką u podstawy. Bazydiospory elipsoidalne, gładkie, grubościenne, zwykle o barwie od żółtej do brązowej, dekstrynoidalne, cyjanofilne.
Leucogyrophana według Jaroscha i Besla (2001) oraz Bindera i Hibbetta (2006) jest taksonem polifiletycznym bardzo blisko spokrewnionym z Hygrophoropsis aurantiaca (Wulfen) Maire.

## Systematyka i nazewnictwo
Pozycja w klasyfikacji według Index Fungorum: Hygrophoropsidaceae, Boletales, Agaricomycetidae, Agaricomycetes, Agaricomycotina, Basidiomycota, Fungi.
Polską nazwę nadał Władysław Wojewoda w 1999 r.
Gatunki występujące w Polsce:
- Leucogyrophana mollusca (Fr.) Pouzar 1958 – strocznica pomarańczowa
- Leucogyrophana sororia (Burt) Ginns 1976[4]

Nazwy naukowe na podstawie Index Fungorum. Wykaz gatunków i nazwy polskie według Władysława Wojewody i innych.